# Catoptridae
Famille
Les Catoptridae sont une famille de crabes. Elle comporte onze espèces dans deux genres. Ils étaient auparavant considérés comme des Portunidae,.

## Liste des genres
- Catoptrus A. Milne-Edwards, 1870
- Libystes A. Milne-Edwards, 1867

## Référence
- Borradaile, 1902 : Marine crustaceans. I. On varieties. II. Portunidae. The Fauna and Geography of the Maldive and Laccadive Archipelagoes; Being the Account of the Work carried on and of the Collections made by an Expedition during the years 1899 and 1900. vol. 1, p. 191–208.

## Source
- De Grave & al., 2009 : A classification of living and fossil genera of decapod crustaceans. Raffles Bulletin of Zoology, 2009, vol. 21, p. 1-109 (texte original)